# Birnen, Bohnen und Speck

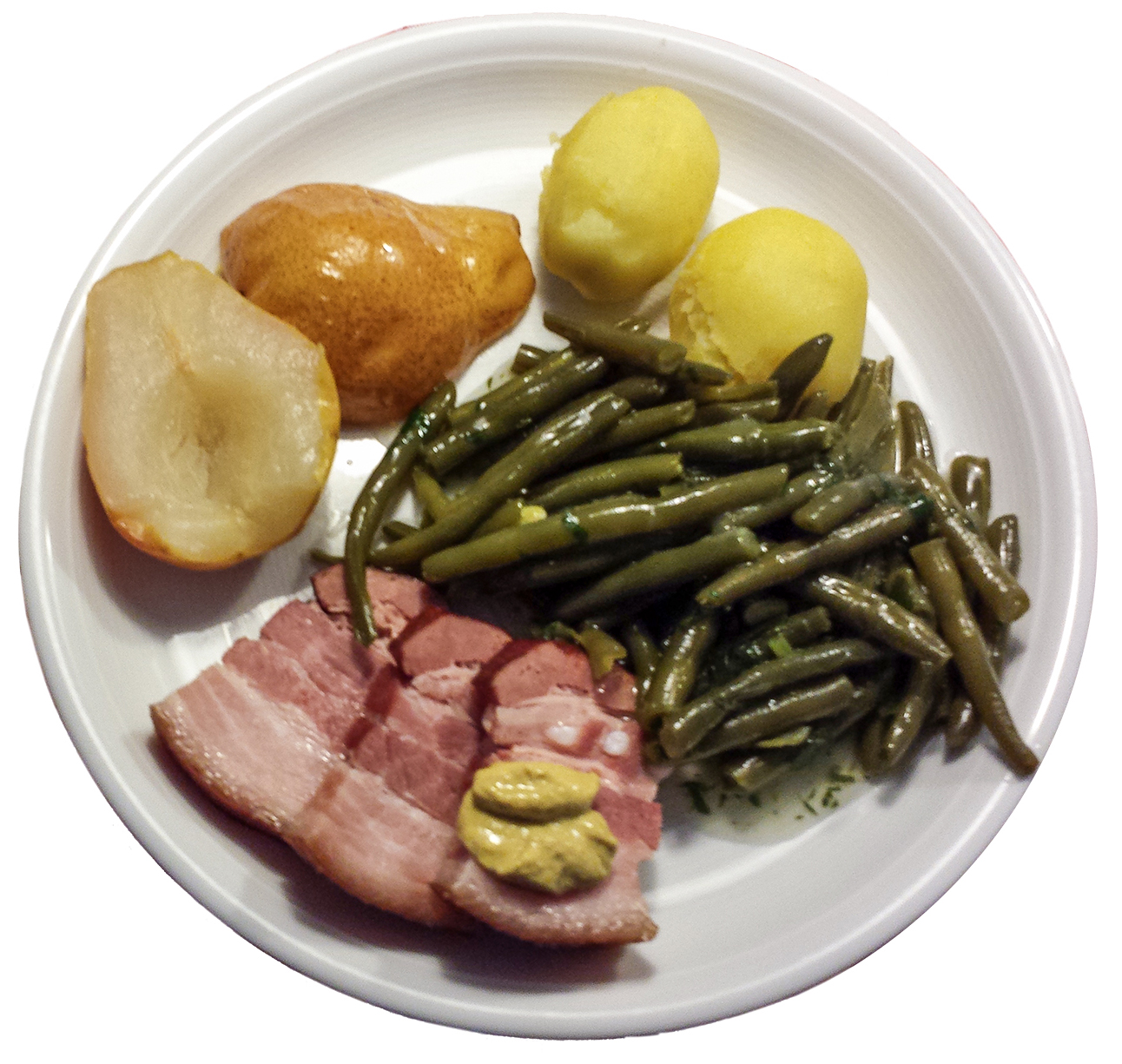
Birnen, Bohnen und Speck

Das Gericht mit dem Namen Birnen, Bohnen und Speck bzw. Bohnen, Birnen und Speck, regional auch mit den plattdeutschen Namen Beer’n, Boh’n un Speck, Grö(ö)ner Hein, Grönen Heini oder Gröön Hinnerk bezeichnet, ist vor allem im Raum Schleswig-Holstein, Niedersachsen, Mecklenburg-Vorpommern und Hamburg bekannt. Aufgrund der saisonalen Reife seiner Zutaten ließ sich das Gericht in seiner originalen Form vornehmlich in den Monaten August und September zubereiten. 
Es handelt sich um einen Eintopf, in dem als Hauptbestandteile Birnen, Bohnen und Speck enthalten sind. Als weitere Zutat kommen Kartoffeln hinzu.

## Zutaten

### Birnen
Die zu diesem Gericht gehörigen Birnen sind Kochbirnen. Sie sind klein, grün und hart und haben nicht die Süße und Saftigkeit der populären Edelsorten und schmecken daher nur im gegarten Zustand. Diese Birnen sind vor allem auf Märkten erhältlich. Im Hamburger Raum werden als Variationen die Vierländer- und die etwas süßere Finkenwerder-Kochbirnen angeboten sowie einige alte Sorten aus dem Alten Land. Die Vierländer Sorte hat nach dem Kochen eine geringfügig festere Konsistenz. Diese Kochbirnen sind nur von Juli bis September erhältlich. Als Alternative bieten sich Birnen der Sorte Bürgermeisterbirne an. Sie sind im ungekochten Zustand aber nicht so hart und deutlich süßer.

### Bohnen
Meistens werden gebrochene Grüne Bohnen (Brechbohnen) verwendet. In Hamburg sind auf den Märkten gelegentlich noch „Türkische Erbsen“ zu finden, eine Vierländer Bohnensorte, die früher hauptsächlich für dieses Gericht verwendet wurden. Die Bohnenvarietät, deren Namensherkunft unklar ist, war früher auch Namensgeber für das Gericht, das teils als Türcksche Erbsen bezeichnet wurde. Zu den Bohnen werden während der Zubereitung auch einige Zweige Bohnenkraut beigegeben.

### Speck
Der verwendete Speck ist durchwachsener, geräucherter Bauchspeck. Von der Herkunft – etwa aus den Vierlanden, dem Schwarzwald oder Tirol – sind alle Sorten geeignet und bieten dabei geschmackliche Variationen. Ersatzweise kann geräucherte Schweinebacke verwendet werden.

### Weitere Beilagen
Der hamburgischen und schleswig-holsteinischen Vorliebe entsprechend werden zu Birnen, Bohnen und Speck festkochende Kartoffeln gereicht. Im Land Hadeln wird außer Speck auch Rind- oder Lammfleisch mitgekocht.

## Zubereitung
Nach Belieben wird der Speck im Ganzen oder in Portionsstücke zerteilt mit genügend Wasser aufgesetzt und zum Kochen gebracht. Währenddessen werden die Bohnen geputzt, gewaschen und in Stücke gebrochen. Nach etwa 25 Minuten Kochzeit werden die Bohnen zusammen mit dem Bohnenkraut zum Speck gegeben und mit diesen weitergekocht. Von den Birnen werden nur die Blütenansätze entfernt, die Stiele aber werden drangelassen, womit die Haut der Birnen unversehrt bleibt und sie bis zum Schluss zusammenhält. Die Birnen werden nun auf die Bohnen gelegt und alles zusammen gegart. Die geschälten Kartoffeln können separat in Salzwasser oder zusammen mit dem restlichen Eintopf gekocht werden. Gegen Schluss der gesamten Kochzeit von ca. 50 Minuten wird noch etwas Mehl mit Wasser verquirlt, in die Kochbrühe hineingerührt und diese kurz aufgekocht.
Serviert werden für jede Person auf dem Teller ein bis zwei Birnen, eine gute Portion Speck und Bohnen sowie Kartoffeln und Kochbrühe nach Belieben.
Variationen verzichten auf das Bohnenkraut, geben jedoch zum Schluss frische gehackte Petersilie hinzu, nehmen statt des Kochwassers Brühe (konfektionierte oder selbst gekocht) oder schmecken mit Pfeffer ab.